# Михайлівська ГЕС
Михайлівська ГЕС — гідроелектростанція розташована на річці Псел в межах населеного пункту Михайлівка Сумського району, Сумської області.

## Історія
Введена в експлуатацію у 1957 році і на той час вона забезпечувала електроенергією чотири ближніх села та колгосп.

## Характеристика
Водосховище Михайлівської ГЕС на р. Псел — є штучним водним об'єктом, збудованим у 1957 році за проєктом інституту «Укрсільелектропроект». Найбільша глибина біля греблі складає 6,0 м, середня глибина — 1,3…2,5 м, довжина водосховища — 14 км, середня ширина водосховища — 30…50 м, площа дзеркала водосховища складає — 67,8 га, повний об'єм — 0,88 млн м³. Напір води: максимальний —  2,6 м, мінімальний — 0,7 м, розрахунковий — 2,6 м. відмітка НПР — 111,40 м. Компоновка гідровузла Михайлівської ГЕС — руслова. Основою для споруд гідровузла служить піщаний ґрунт з включеннями гравію.